# Alray (California)
Alray es un área no incorporada ubicada en el condado de San Bernardino en el estado estadounidense de California.

## Geografía
Alray se encuentra ubicada en las coordenadas 34°19′42″N 117°28′58″O / 34.32833, -117.48278.